# الظاهرة (حورة)

تعديل مصدري - تعديل

الظاهرة هي إحدى قرى عزلة حوره بمديرية حورة التابعة لمحافظة حضرموت، بلغ تعداد سكانها 483 نسمة حسب تعداد اليمن لعام 2004.